# NGC 7007
NGC 7007 (другие обозначения — PGC 66069, ESO 187-48) — галактика в созвездии Индеец.
Этот объект входит в число перечисленных в оригинальной редакции «Нового общего каталога».